# اکتبر: ده روزی که دنیا را تکان داد
اکتبر: ده روزی که دنیا را تکان داد (روسی: Октябрь (Десять дней, которые потрясли мир)) یک فیلم صامت اثر سرگئی آیزنشتاین و محصول ۱۹۲۸ شوروی است. فیلم بزرگداشت دراماتیک انقلاب اکتبر است که برای دهمین سالگرد این واقعه، ساخته و منتشر شد.